# Смирнов Віктор Павлович
Віктор Павлович Смирнов (19 вересня 1927 — 25 лютого 1999) — токар-розточувальник цеху № 1 Сумського науково-виробничого об'єднання «Насосенергомаш», Герой Соціалістичної Праці (1976).

## Біографія
Народився в селі Великий Бобрик, нині Сумського району Сумської області в селянській родині. У 1941 році закінчив середню школу в рідному селі.
Учасник радянсько-японської війни: червоноармієць, ящичний батареї 45-мм гармат 297-го стрілецького полку 184-ї стрілецької дивізії.
У 1951 році почав свою трудову діяльність токарем-розточником на заводі «Насосенергомаш» в місті Суми. Без відриву від виробництва закінчив Сумський машинобудівний технікум. Він досконало володів своєю професією, і як один з досвідчених розточників виконував обробку особливо важливих корпусів насосів, які поставлялися на нафтопроводи, теплові і атомні електростанції. Впроваджуючи у виробництво прогресивні ріжучі інструменти, В. П. Смирнов скоротив час обробки деталей в 3,2 рази. Неодноразовий переможець соціалістичних змагань. Мав особисте клеймо відділу технічного контролю, був наставником молоді, навчив токарній справі 32 людини.
До 1987 року продовжував працювати токарем-розточником. У 1987—1992 роках працював майстром на рідному заводі «Насосенергомаш». Пропрацював на підприємстві більше 40 років. З 1992 року — на пенсії.
Обирався делегатом XXVI з'їзду Компартії України. Депутат Сумської міської ради у 1969—1977 роках.
Жив у місті Суми. Помер 25 лютого 1999 року. Похований на Лучанському кладовищі в Сумах.

## Нагороди
Указом Президії Верховної Ради СРСР від 10 березня 1976 року «за видатні успіхи, досягнуті у виконанні завдань дев'ятої п'ятирічки, відмінну якість і високу продуктивність праці» Смирнову Віктору Павловичу присвоєно звання Героя Соціалістичної Праці з врученням ордена Леніна і золотої медалі «Серп і Молот» (№ 17494).
Нагороджений двома орденами Леніна (20.04.1971, 10.03.1976), орденами Вітчизняної війни 2-го ступеня (11.03.1985), «Знак Пошани» (17.06.1961) і медалями.